# Hilário Jovino Ferreira
Hilário Jovino Ferreria, el Lalau de Ouro (Bahía, 21 de octubre de 1855 - Río de Janeiro, 1 de marzo de 1933) fue un compositor, letrista e impulsor cultural brasileño, pionero de la samba y primer carnavalesco.
Presente en varias manifestaciones de cultura popular de la ciudad de Río de Janeiro, Hilário Jovino Ferreira fue el creador del primer rancho carnavalesco, el "Rei de Ouros", responsable por presentar novedades como el enredo, el uso de instruentos de cuerda o metal y personajes como la pareja de mestre-sala y porta-bandeira.